# Brug 1487
Brug 1487 is een bouwkundig kunstwerk in Amsterdam-Zuidoost.
De brug werd aangelegd in het kader van de bouw van de woonwijk Gein III. Op het gebied van bruggenbouw was dit het domein van architect Dirk Sterenberg, die het bruggetje vanuit Hoorn als zelfstandig architect ontwierp voor de Dienst der Publieke Werken. Voor Gein en ook de naastgelegen wijk Reigersbos ontwierp hij betonnen en houten bruggen. Brug 1487 is er een uit de categorie houten bruggen. Deze brug is alleen bestemd voor voetgangers en fietsers. De brug maakt deel uit van de infrastructuur oost-west in de wijk, die alleen bestemd is voor langzaam verkeer.
Ontwerp, aanbesteding en bouw van de brug gebeurde nog in de tijd dat er voor deze wijk geen straatnamen waren vergeven; men moest het doen met Gein 3. Wel ging om een pakketje aan bruggen. Brug 1486, brug 1487 en brug 1488 werden gelijktijdig gebouwd.
De brug heeft de kenmerken van de voet- en fietsbruggen die Sterenberg voor de wijk ontwierp. Betonnen brugpijlers dragen afgeronde jukken, die de houten liggers dragen. De balustraden en leuningen waren van dikke houten balken, geplaatst tussen betonnen borstweringen. Het houtwerk was hier oranjegeel geschilderd. 
De balustrades en leuningen die Sterenberg in 1984 had bedacht kregen het zwaar te verduren van weersomstandigheden. De bovenbouw werd in begin 21e eeuw vervangen. De bestektekening vermeldt nog dat de brug geschikt is voor brandweerauto’s.
1431 · 1432 · 1438 · 1439 · 1444 · 1445 · 1446 · 1447 · 1448 · 1449 ·  1450 · 1451 · 1452 · 1453 · 1454 · 1455 · 1456 · 1457 · 1458 · 1459 · 1461 · 1462 · 1463 · 1464 · 1465 · 1466 · 1471 · 1472 · 1473 · 1477 · 1478 · 1479 · 1482 · 1483 · 1484 · 1485 · 1486 · 1487 · 1488 · 1489 · 1490
Overige brugnummers niet vergeven of gesloopt (gegevens 2022).